# Halloweendocumenten
De Halloweendocumenten is de benaming voor een reeks interne nota's van Microsoft waarin onder andere de gevaren van open source-software voor het bedrijf worden besproken. Ook wordt in deze nota's een strategie toegelicht hoe men de markt van open source zou kunnen minimaliseren. De aanleiding voor de nota's was onder andere de destijds steeds verder toenemende invloed van Linux. De eerste documenten werden gelekt vlak voor Halloween, vandaar de naamgeving.
De eerste documenten werd in 1998 gepubliceerd door Eric S. Raymond, die ze anoniem had ontvangen en ze vervolgens publiek maakte op zijn website.  In de jaren die volgden lekten er meer vertrouwelijke Microsoft-documenten uit verschillende bronnen, waarmee het totale aantal uiteindelijk op elf documenten kwam. Het laatste document verscheen in 2004.
Microsoft bevestigde dat de documenten authentiek waren, maar verklaarde dat de nota's bedoeld waren om een interne discussie te starten en het geen weergave was van het officiële beleid van het bedrijf ten aanzien van Linux en open-sourcesoftware.
Er is gesuggereerd dat de documenten met opzet waren gelekt: Microsoft was namelijk verwikkeld in rechtszaken vanwege de monopoliepositie van Windows en zou met de documenten de indruk kunnen wekken dat het bedrijf wel degelijk concurrentie had.